# Ньевр
Ньевр (фр. Nièvre) — департамент на востоке центральной части Франции, один из департаментов региона Бургундия — Франш-Конте. Порядковый номер — 58. Административный центр — Невер. Население — 226 997 человек (87-е место среди департаментов, данные 2010 года).

## География
Площадь территории — 6817 км².
Департамент включает 4 округа, 32 кантона и 312 коммун.

## История
Ньевр — один из первых 83 департаментов, созданных в марте 1790 года. Находится на территории бывшей провинции Ниверне.
В конце XIX — начале XX века на страницах «Энциклопедического словаря Брокгауза и Ефрона» этот регион описывался следующими словами:

«…департамент Франции, названный по имени реки Н., правого притока Луары, 6816 км², 343 581 жителей. Главный город — Невер. Горная терраса на востоке переходит в Морванские горы или, точнее, гранитное нагорье с вершиной Пик-дю-Роа (902 м выс., водораздел Сены и Луары). На юге и востоке река Луара с притоками: Арон и Н. справа; слева судоходный Аллье. Канал Ниверне (174 км) соединяет Луару и Ионну. Почва глинистая или песчаная, довольно плодородна=== Климат === холодный, сырой, здоровый только в долинах. Много лесов, особенно на востоке; земледелие, виноделие, огородничество; скотоводство, каменноугольные копи, стальные, железные, фарфоровые изделия, полотняные фабрики. Минеральные источники в Пуг-ле-О (фр.), Сен-Оноре-ле-Бен (фр.) и Парис-ле-Шатель».